# ポルデノーネ無声映画祭
ポルデノーネ無声映画祭（ポルデノーネむせいえいがさい、イタリア語: Le Giornate del Cinema Muto）は、イタリアのポルデノーネで開かれるサイレント映画の映画祭であり、同ジャンルの映画祭では世界でもっとも大規模のものである。

## 略歴・概要
本映画祭は、1981年（昭和56年）に学生たちによって創設され、創設者たちは北イタリアでの地震の犠牲者たちを励まし鼓舞することを望んで立ちあがった。学生たちによる古いサイレント映画の巡回上映がフリウリ＝ヴェネツィア・ジュリア州ポルデノーネ県の県庁所在地であるボルデノーネに根拠地を構えたのは、偶然のことであった。
満25周年にあたる2006年（平成18年）の本映画祭では、9日間にわたるサイレント映画の上映のすべてに、音楽の生演奏をフィーチャーした。本映画祭は、毎年、失われあるいは崩壊した映画作品のフィルムを復元する国立フィルム・アーカイヴと提携を行っている。同年には、デンマーク映画協会が、ノルディスク・フィルムが1903年（明治36年）から1926年（大正15年）にかけて製作した、カール・ドライヤーが監督した『サタンの書の数ページ』 Leaves from Satan's Book を含む28作を提供した。
現在の主催者は、ポルデノーネにあるシネマテーク、チネテカ・デル・フリウリである。

## おもな上映作品
下記のリストは、本映画祭がこれまで上映してきたおもな作品、テーマ、監督名であり、これに加えて、D・W・グリフィス作品が1997年（平成9年）から2008年（平成20年）にかけて、12部に分けて全作品上映された。
- 第18回（1999年） : 「1920年代の北欧映画」、ジョルジュ・メリエス、アルフレッド・ヒッチコック、エリッヒ・フォン・シュトロハイム
- 第19回（2000年） : ルイ・フイヤード、「ドイツ前衛映画」、ウォルター・ランツ、「1900年の世界」
- 第20回（2001年） : ケヴィン・ブラウンローが再構築したアベル・ガンス『ナポレオン』 Napoléon、ジャン・エプスタン『フィニス・テラエ』Finis terrae、「日本のサイレント映画」
- 第21回（2002年） : 「ファニー・レイディーズ Funny Ladies」、「イタリア前衛映画」、「スイスのサイレント映画」、ヤノヴィッツ・イェネー
- 第22回（2003年） : 「メリアン・C・クーパーとアーネスト・B・シュードサック」、イワン・モジューヒン、「タイのサイレント映画」、「空の旅の世紀を祝う」
- 第23回（2004年） : ジガ・ヴェルトフ、1920年代のイギリス映画、バスター・キートン『キートンの大列車追跡』
- 第24回（2005年） : 日本のサイレント映画、アンドレ・アントワーヌ、ジュリアン・デュヴィヴィエ『貴婦人たちお幸せに』Au Bonheur des Dames、クラレンス・ブラウン『肉体と悪魔』、ヴィクトル・シェストレム『緋文字』The Scarlet Letter
- 第25回（2006年） : ウォルト・ディズニー『シリー・シンフォニー』、ノルディスク・フィルムの諸作品、ジョヴァンニ・パストローネ『カビリア』Cabiria、トマス・S・インス
- 第26回（2007年） : 「ドイツのサイレント映画」、ルネ・クレール、ラディスラフ・スタレヴィッチ、フランク・アーソン『シカゴ』 Chicago, ジャン・ヴィゴ『ニースについて』、ゲオルク・ヴィルヘルム・パープスト『パンドラの箱』
- 第27回（2008年） : ウィリアム・ボーデン『雀』Sparrows、ジャン・ヴィゴ『ニースについて』 À propos de Nice
- 第28回（2009年） : エリッヒ・フォン・シュトロハイム『メリー・ウィドー』The Merry Widow、アベル・ガンス『私は告発する』J'accuse、ジャック・フェデー『カルメン』Carmen
- 第29回（2010年） : ジョン・フォード『上流へ』Upstream、F・W・ムルナウ『マリッツァ』Marizza、「松竹の三巨匠」（島津保次郎、清水宏、牛原虚彦）、「ソヴィエトのサイレント映画」（アブラム・ローム、ミハイル・カラトーゾフ）[2]

### 日本映画
2001年の特集
- 『東京の通り』（1898年、撮影柴田常吉、リュミエール社）
- 『紅葉狩』（1899年、撮影柴田常吉）
- 『旧劇 太功記十段目 尼ヶ崎の段』（1908年、撮影男沢粛、M・パテー商会）
- 『日本南極探検』（1911年-1912年、撮影田泉保直、M・パテー商会）
- 『先代萩』（1916年、M・カシー商会）
- 『摂政宮殿下活動写真展覧会御台覧実況』（1921年、文部省）
- 『史劇楠公訣別』（1921年、出演尾上松之助）
- 『寒椿』（1921年、監督畑中蓼坡、国活）
- 『不如帰』（1922年、監督池田義臣、松竹蒲田撮影所）
- 『小羊』（1923年、監督賀古残夢、松竹蒲田撮影所）
- 『争闘』（1924年、監督金森万象、マキノ映画製作所）
- 『雄呂血』（1925年、監督二川文太郎、阪東妻三郎プロダクション）
- 『ふるさとの歌』（1925年、監督溝口健二、日活）
- 『毛谷村六助』（1926年、監督石田民三、東亜キネマ）
- 『情の光』（1926年、監督小谷ヘンリー、特作映画社）
- 『狂つた一頁』（1926年、監督衣笠貞之助、新感覚派映画聯盟）
- 『長恨』（1926年、監督伊藤大輔、日活）
- 『天一坊と伊賀之亮』（1926年、監督衣笠貞之助、聯合映画芸術家協会）
- 『忠次旅日記』（1927年、監督伊藤大輔、日活）
- 『鉄血団』（1928年、監督川浪良太、マキノ・プロダクション）
- 『風雲城史』（1928年、監督山崎藤江、衣笠映画聯盟）
- 『愛の町』（1928年、監督田坂具隆、日活）
- 『十字路』（1928年、監督衣笠貞之助、衣笠映画聯盟）
- 『浪人街 第一話 美しき獲物』（1928年、監督マキノ正博、マキノ・プロダクション）
- 『浪人街 第二話 楽屋風呂』（1929年、監督マキノ正博、マキノ・プロダクション）
- 『明け行く空』（1929年、監督斎藤寅次郎、松竹蒲田撮影所）
- 『突貫小僧』（1929年、監督小津安二郎、松竹蒲田撮影所）
- 『和製喧嘩友達』（1929年、監督小津安二郎、松竹蒲田撮影所）
- 『石川五右ヱ門の法事』（1930年、監督斎藤寅次郎、松竹蒲田撮影所）
- 『紅蝙蝠』（1931年、監督田中都留彦、日活）
- 『腰弁頑張れ』（1931年、監督成瀬巳喜男、松竹蒲田撮影所）
- 『栄冠涙あり』（1931年、監督鈴木重吉、不二映画）
- 『御誂次郎吉格子』（1931年、監督伊藤大輔、日活）
- 『國士無双』（1932年、監督伊丹万作、片岡千恵蔵プロダクション）
- 『NIPPON』（1932年、監督クロード・フォレール、東和商事）
- 『熊の出る開墾地』（1932年、監督鈴木重吉、不二映画）
- 『瀧の白糸』（1933年、監督溝口健二、入江ぷろだくしょん）
- 『警察官』（1933年、監督内田吐夢、新興キネマ）
- 『霧笛』（1934年、監督村田実、新興キネマ）
- 『三聯花』（1935年、監督田中重雄、新興キネマ）
- 『子宝騒動』（1935年、監督斎藤寅次郎、松竹蒲田撮影所）

2005年の特集
- 『小林富次郎葬儀』（1910年、吉沢商店）
- 『豪傑児雷也』（1921年、監督牧野省三、日活）
- 『路上の霊魂』（1921年、監督村田実、松竹キネマ研究所）
- 『仇討奇譚 勝鬨』（1926年、監督勝見正義、マキノ・プロダクション）
- 『馬具田城の盗賊』（1926年、監督大藤信郎、自由映画研究所）
- 『公衆作法東京見物』（1926年、監督森要、文部省）
- 『黄金の弾丸』（1927年、監督印南弘、東亜キネマ）
- 『特急三百哩』（1928年、監督三枝源次郎、日活）
- 『斬人斬馬剣』（1929年、監督伊藤大輔、松竹下加茂撮影所）
- 『親』（1929年、監督清水宏・大久保忠素、松竹蒲田撮影所）
- 『不壊の白珠』（1929年、監督清水宏、松竹蒲田撮影所）
- 『帝都復興』（1930年、監督小田浜太郎、松竹蒲田撮影所）
- 『難船ス物語 第一篇 猿ヶ島』（1930年、監督政岡憲三、日活太秦撮影所漫画映画部）
- 『生さぬ仲』（1932年、監督成瀬巳喜男、松竹蒲田撮影所）
- 『乳姉妹』（1932年、監督野村芳亭、松竹蒲田撮影所）
- 『君と別れて』（1933年、監督成瀬巳喜男、松竹蒲田撮影所）
- 『夜ごとの夢』（1933年、監督成瀬巳喜男、松竹蒲田撮影所）
- 『東京の女』（1933年、監督小津安二郎、松竹蒲田撮影所）
- 『恋の花咲く 伊豆の踊子』（1933年、監督五所平之助、松竹蒲田撮影所）
- 『限りなき舗道』（1934年、監督成瀬巳喜男、松竹蒲田撮影所）
- 『爆弾花嫁』（1935年、監督佐々木啓祐、松竹蒲田撮影所）
- 『折鶴お千』（1935年、監督溝口健二、第一映画）

2010年の特集
- 『海浜の女王』（1927年、監督牛原虚彦、松竹蒲田撮影所）
- 『感激時代』（1928年、監督牛原虚彦、松竹蒲田撮影所）
- 『明日天気になあれ』（1929年、監督島津保次郎、松竹蒲田撮影所・シマヅプロダクション）
- 『麗人』（1930年、監督島津保次郎、松竹蒲田撮影所）
- 『進軍』（1930年、監督牛原虚彦、松竹蒲田撮影所）
- 『若者よなぜ泣くか』（1930年、監督牛原虚彦、松竹蒲田撮影所）
- 『銀河』（1931年、監督清水宏、松竹蒲田撮影所）
- 『愛よ人類と共にあれ』（1931年、監督島津保次郎、松竹蒲田撮影所）
- 『七つの海』（1931年-1932年、監督清水宏、松竹蒲田撮影所）
- 『港の日本娘』（1933年、監督清水宏、松竹蒲田撮影所）
- 『大学の若旦那』（1933年、監督清水宏、松竹蒲田撮影所）
- 『金環蝕』（1934年、監督清水宏、松竹蒲田撮影所）
- 『東京の英雄』（1935年、監督清水宏、松竹蒲田撮影所）

その他
- 『塙凹内名刀之巻』（1917年、監督幸内純一、小林商会） - 2011年
- 『浦島太郎』（1918年、監督北山清太郎、日活） - 2011年
- 『大楠公夫人』（1921年、監督牧野省三、牧野教育映画製作所） - 1990年
- 『二人静』（1922年、監督大洞元吾、日活） - 1990年
- 『血煙高田馬場』（1928年、監督伊藤大輔、日活） - 2013年
- 『黒手組助六』（1929年、監督吉野英治・冬島泰三、松竹下加茂撮影所） - 2009年
- 『何が彼女をさうさせたか』（1930年、監督鈴木重吉、帝国キネマ） - 1999年

## 関連事項
- チネテカ・デル・フリウリ （it:Cineteca del Friuli）
- デンマーク映画協会 （en:Danish Film Institute）
- ノルディスク・フィルム （en:Nordisk Film）
- ルイ・フイヤード（Louis Feuillade）
- ウォルター・ランツ（Walter Lantz）
- ケヴィン・ブラウンロー（Kevin Brownlow）
- ヤノヴィッツ・イェネー（Jenő Janovics）
- メリアン・C・クーパー（Merian C. Cooper）
- アーネスト・B・シュードサック（en:Ernest B. Schoedsack）
- ジョヴァンニ・パストローネ（Giovanni Pastrone）
- トマス・S・インス（Thomas H. Ince）

## 註
1. 1 2 3  Richie Meyer, Reel News (Seattle International Film Festival), Autumn 2007, p.8.
2. 1 2  2010 Catalogo （イタリア語） / （英語）, ポルデノーネ無声映画祭、2010年10月2日閲覧。
3. 1 2 3   検索結果 （イタリア語） / （英語）、ポルデノーネ無声映画祭、2014年11月2日閲覧。